# Koszeczky
Koszeczky (ukr. Кошечки) – wieś na Ukrainie, w obwodzie żytomierskim, w rejonie korosteńskim, w hromadzie Słoweczne. W 2001 liczyła 67 mieszkańców.